# Patrice Béghain
Vous pouvez aider à l'améliorer ou bien discuter des problèmes sur sa page de discussion.
- Il ne cite pas suffisamment ses sources. Vous pouvez indiquer les passages à sourcer avec {{référence nécessaire}} ou {{Référence souhaitée}}, et inclure les références utiles en les liant aux notes de bas de page. (Marqué depuis novembre 2017)

- Archive Wikiwix
- Bing
- Cairn
- DuckDuckGo
- E. Universalis
- Gallica
- Google
- G. Books
- G. News
- G. Scholar
- Persée
- Qwant
- (zh) Baidu
- (ru) Yandex
- (wd) trouver des œuvres sur Wikidata

Patrice Béghain est un homme politique et syndicaliste français, né le 5 janvier 1944 à Lille. Il est également l'auteur de nombreux ouvrages relatifs à l'histoire littéraire et artistique de Lyon et aux problématiques relatives au patrimoine.

## Biographie
Agrégé de lettres classiques, il enseigne de 1967 à 1977, et commence sa carrière à Roubaix et la poursuit à Dijon de 1971 à 1977 après un séjour de deux ans au Mali. 
De 1977 à 1983, il est secrétaire national du SGEN-CFDT, secrétaire général de 1980 à 1983.
En 1983, il est chargé de mission à la direction de l’administration générale au ministère de la Culture avant d'être nommé directeur régional des affaires culturelles de Franche-Comté de 1983 à 1985, puis de Midi-Pyrénées de 1986-1990, enfin de 1991 à 1996 de Rhône-Alpes.
De 1996 à 1998, il est délégué général de la Femis.
De 1999 à 2000, il est chargé de mission au ministère de la Culture, puis en 2000, administrateur provisoire de l’école d’architecture et de paysage de Bordeaux. Il est ensuite conseiller technique au cabinet de Catherine Tasca, ministre de la culture et de la communication, de 2000 à 2001.
De mars 2001 à 2008, il est adjoint au maire de la Ville de Lyon, délégué à la culture et au patrimoine, et conseiller à la communauté urbaine de Lyon.

## Publications
- Le patrimoine : culture et lien social, Presses de Sciences Po, 1998
- Regards sur 30 portraits du musée des beaux-arts de Lyon, 2004
- Dictionnaire historique de Lyon, avec Bruno Benoit, Gérard Corneloup et Bruno Thévenon, Éditions Stéphane Bachès, 2009
- Une histoire de la peinture à Lyon, Éditions Stéphane Bachès, 2011
- Patrimoine, politique et société, Presses de Sciences Po, 2012
- Les travaux et les jours d'un directeur des musées de Lyon. Journal inédit (1872-1878) d'Edmé-Camille Martin-Daussigny, Lyon, EMCC, 2014
- En collaboration avec Gérard Bruyère, Fleury François Richard (1777-1852) : les pinceaux de la mélancolie, Lyon, EMCC, 2014, 384 p., ill. en coul.  (ISBN 978-2-35740-334-5)
- En collaboration avec Michel Kneubühler, La Perte et la mémoire. Vandalisme, sentiment et conscience du patrimoine à Lyon, Lyon, Fage éditions, 2015, 320 p., ill. NB et coul.  (ISBN 978-2-84975-388-0)
- Poètes à Lyon au 20e siècle. Anthologie et notes biographiques, Genouilleux, Éditions La Passe du Vent, 2017, 478 p., ill. NB  (ISBN 978-2-84562-303-3)